# Alfonso Chiapparo
Alfonso Chiapparo (Napoli, 9 gennaio 1902 – Ciutadella, 17 agosto 1937) è stato un aviatore e militare italiano, decorato di Medaglia d'oro al valor militare alla memoria nel corso della guerra civile spagnola.

## Biografia
Nacque a Napoli il 9 gennaio 1902 e, arruolatosi inizialmente nella Regia Marina, a partire dal 1926 frequentò il corso per osservatore d'aeroplano. Nel luglio 1927 entrò in servizio presso la 82ª Squadriglia idrovolanti di Nisida, e nel marzo 1928 fu assegnato alla scuola di pilotaggio di Portorose dove conseguì i brevetti di pilota di idrovolanti e pilota militare. Dopo aver trascorso un periodo imbarcato dapprima sulla nave da battaglia Duilio e poi sull'incrociatore pesante Trento, il 5 settembre 1932 entrò in servizio effettivo presso la Regia Aeronautica con il grado di tenente pilota in servizio permanente effettivo (S.P.E). Nel 1934 prestò servizio presso lo Stormo sperimentale da bombardamento, divenendo l'anno dopo addetto aeronautico in Cina. Il 6 luglio partì dall'aeroporto di Guidonia a bordo di un bombardiere trimotore Savoia-Marchetti S.72 arrivando a Shangai il 4 agosto successivo. L'aereo fu consegnato, come dono personale da parte di Mussolini, al generale Chiang Kai-shek.

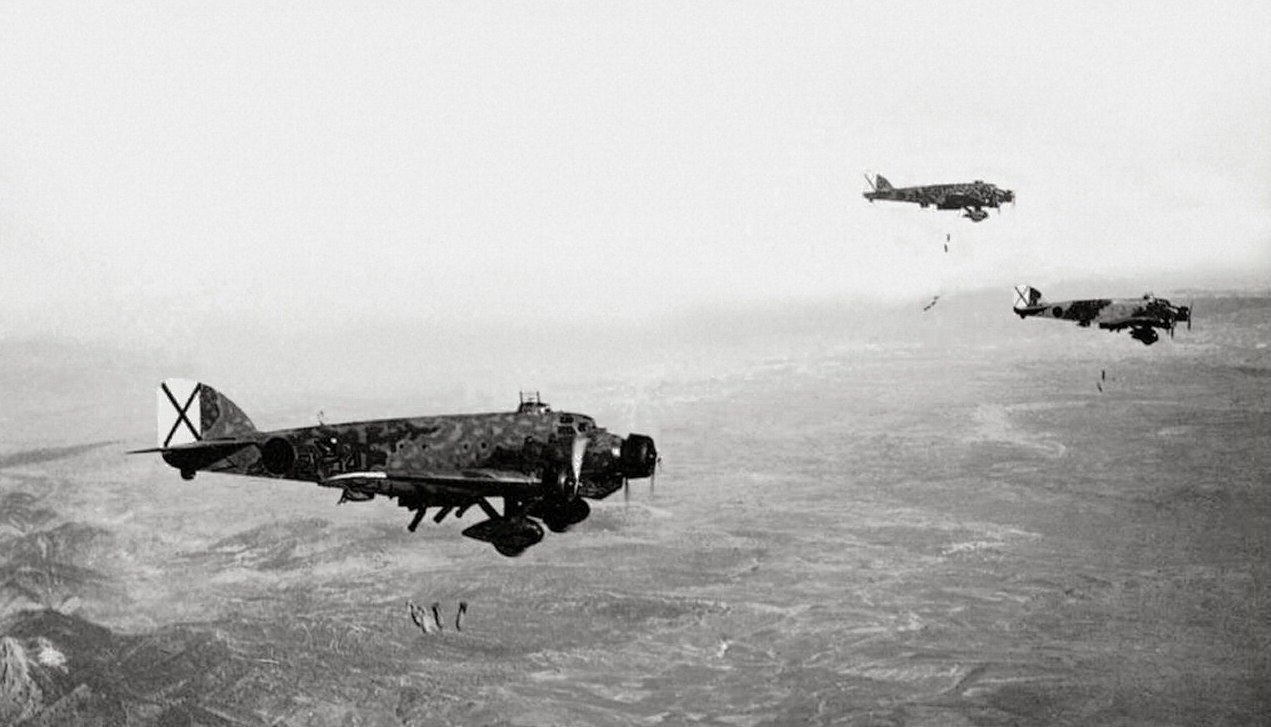
Tre bombardieri Savoia-Marchetti S.M.81 ripresi in volo, mentre lanciano il loro carico bellico, durante la guerra civile spagnola

Rientrato in Patria nell'aprile 1937 fu promosso capitano, ed entrò in servizio presso il 9º Stormo Bombardamento Terrestre, passando poi, alla fine del mese di giugno, al comando della squadriglia da bombardamento pesante assegnata all'Aviazione Legionaria delle Baleari. Tale unità era equipaggiata con i bombardieri trimotori Savoia-Marchetti S.M.81 Pipistrello ed era di stanza sul campo d'aviazione di Son San Juan, sull'isola di Maiorca. Dopo aver preso parte a una missione su Cartagena, il 17 agosto il suo aereo decollò da Son San Juan per partecipare a un bombardamento del porto di Barcellona. Sulla via del ritorno il suo aereo precipitò, colpito da una granata dell'artiglieria contraerea. mentre cercava un punto per atterrare, essendo ormai a corto di benzina, vicino a Ciutadella, sull'isola di Minorca, causando la morte di quattro dei sei membri dell'equipaggio. Alla sua memoria fu decretata la concessione della Medaglia d'oro al valor militare.

### Annotazioni
1. ↑  Sostituì il capitano Furio Drago.
2. ↑  Si trattava dell'esemplare MM.219, che per l'occasione aveva ricevuto la matricola civile I-ABMO.
3. ↑  Dopo il richiamo in Italia del generale Roberto Lordi, allora capo della missione militare italiana in Cina, e consigliere militare del generalissimo Chiang Kai-shek, sostituito da Silvio Scaroni, i rapporti tra i due dittatori erano arrivati sul punto di una definitiva rottura, e con questo gesto Mussolini intendeva riparare allo sgarbo.
4. ↑  Si trattava del capitano Chiapparo, del sottotenente Pietro Mosca, del sergente meccanico Remo Barsotti e del sergente marconista Francesco Tomada. Si salvarono lanciandosi con il paracadute il sergente maggiore radiotelegrafista Amato Raggi e l'aviere scelto armiere Attilio Saccenti.

### Fonti
1. ↑  Emiliani 2009, p. 4.
2. 1 2 3  Ufficio Storico dell'Aeronautica Militare 1969, p. 77.
3. 1 2 3 4 5 6  Emiliani 2009, p. 8.
4. 1 2  Emiliani 2009, p. 5.
5. 1 2  Emiliani 2009, p. 6.
6. ↑  Bollettino Ufficiale 1938, supl.03, pag.1.